# 芦田愛菜
芦田 愛菜（あしだ まな、2004年〈平成16年〉6月23日 - ）は、日本の女優、タレント、歌手、声優、ナレーター。兵庫県西宮市出身。ジョビィキッズプロダクション所属。所属レコード会社はユニバーサルミュージック。

## 経歴
2007年（平成19年）、3歳から芸能活動を始める。
2009年（平成21年）に、『ABC 家族レッスン ショートムービー2“だいぼーけんまま”』で子役としてデビューする。
2010年（平成22年）に、テレビドラマ『Mother』で母親からネグレクトを受ける少女を演じ、「第65回ザテレビジョンドラマアカデミー賞」など新人賞を多数受賞する形で認知度が飛躍的に高まる。同年9月、オーディションを経て、2011年（平成23年）NHK大河ドラマ『江〜姫たちの戦国〜』における茶々の幼少時代に配役され、のちに主人公・江の長女千の幼少期役も担当する。
2011年（平成23年）3月、テレビドラマ『さよならぼくたちのようちえん』で、日本のテレビドラマ史上最年少で初主演を務めた。同年4月、テレビドラマ『マルモのおきて』にキャスティングされ、ゴールデン帯の連続ドラマ史上最年少で主演を務める。『マルモのおきて』で共演した鈴木福と犬のムックとともに役名ユニット「薫と友樹、たまにムック。」として歌唱した同ドラマの主題歌「マル・マル・モリ・モリ!」を5月に発売し、10月26日に『ステキな日曜日〜Gyu Gyu グッデイ!〜』でソロデビューする。『第62回NHK紅白歌合戦』に7歳193日で出演し、それまでの最年少出演記録である大橋のぞみ（藤岡藤巻と大橋のぞみ）の9歳237日を更新する。
2012年（平成24年）1月24日に映画『うさぎドロップ』と映画『阪急電車 片道15分の奇跡』で「第54回ブルーリボン賞 新人賞」を史上最年少で受賞し、1月27日に「マル・マル・モリ・モリ!」で「第26回 日本ゴールドディスク大賞 」の「ベスト5ニュー・アーティスト（邦楽）」と「ベスト5ソング・バイ・ダウンロード」をそれぞれ受賞する。12月27日に「きゅりあん」で単独コンサート公演「〜ウィンターワンダーランド〜」を開催する。
2013年（平成25年）、映画『パシフィック・リム』にキャスティングされ、森マコの幼少期役として出演する。
2014年（平成26年）に、1月期ドラマ『明日、ママがいない』で初めて連続ドラマに単独主演として起用され、6月公開の映画『円卓 こっこ、ひと夏のイマジン』で単独主演、8月6日に新曲『ふぁいと!!/ゆうき』を発売する。
2017年（平成29年）2月、都内私立中学に複数合格し、役者としての活動に理解のある慶應義塾中等部に入学。以降、学生生活や学業の時間を生活の軸にしながら撮影現場に迷惑を掛けたり自身の身体に無理が祟らないペースで役者業を継続している。
2018年（平成30年）に、NHK朝ドラ『まんぷく』のナレーションを朝ドラ史上最年少で務める。「ハリー・ポッター」シリーズのスピンオフ作品である『ファンタスティック・ビースト』シリーズのオフィシャルアンバサダーに選任される。
2019年（令和元年）11月9日「天皇陛下御即位をお祝いする国民祭典」に和装で祝詞を述べる。
2022年（令和4年）4月、1990年からティーンエイジャーの動向を調査しているアイ・エヌ・ジーが発表した「高校生が選ぶ将来就きたい職業ランキング2022」の「高校生が選ぶ近い世代で憧れているまたは、目指している人は？」というアンケート項目で芦田が同率1位となった。また、「2022年CM起用社数ランキング」、および「2022年CM放送回数ランキング」において1位となった。
2023年（令和5年）3月に慶應義塾女子高等学校を卒業し、同年4月に慶應義塾大学法学部政治学科へ進学した。
2025年（令和7年）3月、国連開発計画親善大使に就任した。

## 人物
- 好きな食べ物は歌舞伎揚、都こんぶ、キュウリ、野菜炒め、筑前煮[30]、アジのから揚げ[31]。嫌いな食べ物は茄子、かぼちゃ[30][32]。
- 高校時代から「こはる」という名前の猫と一緒に暮らしている[33]。
- 5歳の時、『Mother』の書類審査で7歳に達しておらず、参加資格がないためにオーディションを当初見送っている。しかし、所属事務所から「駄目もとで良いから」と推薦されオーディションを受けたところ、「台詞・質疑応答」が明らかに他の子供とは異なっていた（台詞回しやそれに伴う表情、仕草に「上手さ」とはまた違った独特のテンポと癖があり、面白い演技をしていた）ことから、キャスティング担当者と急遽オーディション会場に呼ばれた脚本家との協議により出演が内定した。芦田のキャスティングが決定し、脚本家が芦田の背格好や話し方により合う形で役の設定と脚本を一部変更している[34][35]。
- 中学・高校時代は学校生活や学業の時間を生活の軸にしながら、撮影現場に迷惑を掛けたり自身の身体に無理が祟らないペースで役者業を行なっている[19][18]。
- なにかに興味が湧くとやらなければならないことがあっても寄り道してしまう性格なのでその無計画さを反省することが多いと自己分析している。また、そんな中でも幼少期からずっと一貫して好きなことには演技の仕事、読書、歴史や社会の勉強を挙げている[36][37]。
- 中学校ではマンドリンクラブに所属していた[38]。
- 読書が昔からの趣味であり小学生の頃に読書量が年間60冊を超え、役者業と受験による最も多忙な期間を終えた直後は我慢していた反動で一年で300冊近く読み漁っていたが、その後は学校生活や学業、役者業を大切にしながらその合間合間にする読書の時間が大事な余暇になっており、年間80冊ほどの本を大切に読んでいる[39][40]。また、読書をしていてなにか実生活の中で役に立ったエピソードはありますか？と質問された際に芦田は「何か役に立つから本を読んでいるというより、自分の好奇心や「好き」という感情が不意に刺激される心地良さだったり、伝記や小説なら話に没入している間、どこにいても今の自分とは切り離された時間や空間を過ごせるのでそれが生活の中の息抜きになっています」と答えている[41]。2023年には、読書推進活動への影響が評価され、第5回野間出版文化賞を受賞した[42]。
- 兵庫県出身であり、生まれ故郷の関西弁で話す。メディア出演時は首都圏方言で話す事が多い（首都圏地域で最も使用される方言であるが、メディアで使われる文法と酷似しており、口語の共通語として扱われることが多い。そのため、方言の一つである事が意識されづらい）。なお、映画『円卓 こっこ、ひと夏のイマジン』出演の際は、関西弁で演じている。
- 子役時代の眠る演技について、寝ることを意識し過ぎて目が動いたり喉が動いたりするため、苦手だったと答えている[43][44]。
- 小・中学時代はKARAなどのダンスの振り付けを観察して覚え、それを友人と実際に踊ることが好きであった[45]。
- 小学生時代、アニメ『ジュエルペット』の大ファンだったこともあり、主題歌のオファーが来た際にはとても嬉しかったと語っている[46]。

## 受賞歴
- 2010年8月
  - 第65回ザテレビジョンドラマアカデミー賞 ザテレビジョン特別賞・新人賞（『Mother (テレビドラマ)』）[47]
- 2010年10月
  - 東京ドラマアウォード2010 特別賞（『Mother』）[48][49]
- 2011年2月
  - 第34回日本アカデミー賞 新人俳優賞（『ゴースト もういちど抱きしめたい』）[50][51][52]
  - 第20回 TV LIFE 年間ドラマ大賞2010 新人賞（『Mother』）[53]
- 2011年3月
  - 第7回 TVnavi ドラマ・オブ・ザ・イヤー2010 新人女優賞（『Mother』）[54]
- 2011年8月
  - 第69回ザテレビジョンドラマアカデミー賞 主演女優賞（『マルモのおきて』）
- 2011年10月
  - 東京ドラマアウォード2011 主演女優賞（『マルモのおきて』『さよならぼくたちのようちえん (テレビドラマ)』）[55][56]
- 2011年11月
  - 2011 小学館DIMEトレンド大賞 話題の人物賞[57][58]
  - 第28回浅草芸能大賞 新人賞[59]
  - 第53回日本レコード大賞 特別賞（「マル・マル・モリ・モリ!」）[60][61]
  - 第44回日本有線大賞 新人賞・特別賞（「薫と友樹、たまにムック。」）[62][63]
- 2012年1月
  - 第54回 ブルーリボン賞 新人賞（『うさぎドロップ』『阪急電車 片道15分の奇跡』）[11]
  - 第26回日本ゴールドディスク大賞 ベスト5ニュー・アーティスト（邦楽）、ベスト5ソング・バイ・ダウンロード（「マル・マル・モリ・モリ!」[12]
- 2022年1月
  - 第33回日本ジュエリーベストドレッサー賞 10代部門[64]
- 2023年2月
  - エランドール賞 「新人賞（TVガイド賞）」[65]
- 2023年11月
  - 第5回野間出版文化賞[42]
  - 第117回ザテレビジョンドラマアカデミー賞 助演女優賞（『最高の教師 1年後、私は生徒に■された』）[66]
- 2025年1月
  - 第48回日本アカデミー賞 優秀助演女優賞（『はたらく細胞』）[67]

## 出演
※太字は主要キャスト。

### テレビドラマ
- ABC 家族レッスン ショートムービー2“だいぼーけんまま”（2009年3月3日、朝日放送テレビ）
- 結党!老人党（2009年8月9日、WOWOW） - 香田由芽 役
- 特上カバチ!! 第3話（2010年1月31日、TBSテレビ） - 枯草美咲 役
- Mother（2010年4月14日 - 6月23日、日本テレビ） - 道木怜南 役[3]
- トイレの神様（2011年1月5日、毎日放送） - 植村花菜（幼少期） 役[68][69]
- 大河ドラマ（NHK総合）
  - 江〜姫たちの戦国〜（2011年1月9日・3月6日・20日 / 9月25日・10月2日） - 茶々（幼少期）/千（幼少期）役[4][70][5][71]
  - 麒麟がくる（2020年12月27日 - 2021年1月10日・2月7日） - たま（細川ガラシャ） 役[72]
- さよならぼくたちのようちえん (テレビドラマ)（2011年3月30日、日本テレビ） - 主演・山崎カンナ 役[6][73]
- マルモのおきて（2011年4月24日 - 7月3日、フジテレビ） - 主演・笹倉薫 役[7][74]
  - マルモのおきてスペシャル（2011年10月9日）[75][76]
  - マルモのおきてスペシャル2014（2014年9月28日）[77][78][79]
- 花ざかりの君たちへ〜イケメン☆パラダイス〜2011 第1話（2011年7月10日、フジテレビ） - 笹倉薫 役
- この世界の片隅に（2011年8月5日、日本テレビ） - 北條千鶴 役[80][81]
- ほんとにあった怖い話 夏の特別編2011「深淵の迷い子」（2011年9月3日、フジテレビ） - 主演・須崎彩香 役[82]
- 南極大陸 (テレビドラマ)（2011年10月16日 - 12月18日、TBS） - 古館遥香 役[83][84]
- アリス IN ライアーゲーム（2012年3月5日 - 8日、フジテレビ） - 主演・アリス 役[85]
- ビューティフルレイン（2012年7月1日 - 9月16日、フジテレビ） - 主演・木下美雨 役[86][87][88]
- イロドリヒムラ 第6話（2012年11月20日、TBS） - トモちゃん 役[89][90][91]
- The Partner 〜愛しき百年の友へ〜（2013年9月29日、TBS） - 鈴木さくら 役[92][93]
- 明日、ママがいない（2014年1月15日 - 3月12日、日本テレビ）- 主演・ポスト / 佐々木キララ 役[15][94][95]
- 銀二貫 第1回 - 第5回（2014年4月10日 - 5月8日、NHK総合） - 真帆・おてつ（幼少期） 役[96][97]
- はなちゃんのみそ汁（2014年8月30日、日本テレビ） - 安武はな 役[98][99]
- ラギッド!（2015年2月21日・28日、NHK BSプレミアム） - 主演・深見乃亜 役[100][101][102]
- OUR HOUSE（2016年4月17日 - 6月12日、フジテレビ） - 主演・伴桜子 役[103][104][105]
- 山田孝之のカンヌ映画祭（2017年1月7日 - 3月25日、テレビ東京） - 本人 役
- 花へんろ 特別編「春子の人形」（2018年8月4日、NHK BSプレミアム）- 富田春子 役[106]
- 連続テレビ小説 まんぷく（2018年10月1日 - 2019年3月30日、NHK総合） - ナレーション[20][107][108]
- エンディングカット（2022年3月19日、NHK総合） - 主演・迫田結 役[109]
- 最高の教師 1年後、私は生徒に■された（2023年7月15日 - 9月23日、日本テレビ） - 鵜久森叶 役[110][111]
- さよならマエストロ〜父と私のアパッシオナート〜（2024年1月14日 - 3月17日、TBS） - 夏目響 役[112]
- 24時間テレビ ドラマスペシャル『トットの欠落青春記』（2025年8月30日〈予定〉、日本テレビ） - 主演・黒柳徹子 役[113][114]

### 映画
- 半分の月がのぼる空（2010年4月3日、IMJエンタテインメント / マジックアワー） - 夏目未来 役
- 告白 (2010年の映画)（2010年6月5日、東宝） - 森口愛美 役
- ゴースト もういちど抱きしめたい（2010年11月13日、パラマウント ピクチャーズ ジャパン / 松竹） - 少女のゴースト 役[115][116][117]
- 犬とあなたの物語 いぬのえいが「バニラのかけら」（2011年1月22日、アスミック・エース） - 茉奈 役[118][119][120]
- 阪急電車 片道15分の奇跡（2011年4月29日、東宝） - 萩原亜美 役[121][122][123][124]
- うさぎドロップ（2011年8月20日、ショウゲート） - 鹿賀りん 役[125][126][127]
- LIAR GAME -再生-（2012年3月3日、東宝） - アリス 役[128][129][130]
- のぼうの城（2012年11月2日、東宝 / アスミック・エース） - ちどり 役[131][132][133]
- パシフィック・リム (映画)（2013年8月9日、ワーナー・ブラザース） - 森マコ（幼少期） 役[14][134][135]
- くじけないで（2013年11月16日、松竹） - 柴田トヨ（幼少期） 役[136][137][138][139]
- 円卓 こっこ、ひと夏のイマジン（2014年6月21日、東宝映像事業部） - 主演・渦原琴子 役[16][140][141][142]
- 映画 山田孝之3D（2017年6月16日、東宝映像事業部） - 本人 役[143][144][145][146]
- 星の子（2020年10月9日、東京テアトル / ヨアケ） - 主演・林ちひろ 役[147]
- メタモルフォーゼの縁側（2022年6月17日、日活） - 主演・佐山うらら 役[148][149]
- はたらく細胞（2024年12月13日、ワーナー・ブラザース） -漆崎日胡 役[150]
- 俺ではない炎上（2025年9月26日公開予定、松竹） - サクラ 役[151]

### 吹き替え
- 怪盗グルーシリーズ（東宝東和） - アグネス 役
  - 怪盗グルーの月泥棒 3D（2010年10月29日）[152][153][154][155]
  - 怪盗グルーのミニオン危機一発（2013年9月21日）[156][157][158][159]
  - 怪盗グルーのミニオン大脱走（2017年7月21日）[160][161][162][163]
- 唐山大地震 (映画)（2015年3月14日、松竹メディア事業部） - 方登（幼少期） 役[164][165][166][167]
- チェスター動物園をつくろう（2015年4月29日、WOWOW） - ジューン・モッターズヘッド 役[168]
- I LOVE スヌーピー THE PEANUTS MOVIE（2015年12月4日、20世紀フォックス） - 赤毛の女の子 役[169][170][171][172]
- モンスターバース（東宝） - マディソン・ラッセル 役
  - ゴジラ キング・オブ・モンスターズ（2019年5月31日）[173]
  - ゴジラvsコング（2021年7月2日）[174]

### 劇場アニメ
- マジック・ツリーハウス（2012年1月7日、ギャガ） - 主演・アニー 役[175][176][177]
- 映画ジュエルペット スウィーツダンスプリンセス（2012年8月11日、東宝映像事業部）- マーナ姫 役[178][179][180]
- 劇場版ポケットモンスター みんなの物語（2018年7月13日、東宝） - ラルゴ 役[181][182][183]
- 海獣の子供（2019年6月7日、東宝） - 主演・琉花 役[184]
- 映画 えんとつ町のプペル（2020年12月25日、東宝） - ルビッチ 役[185]
- 岬のマヨイガ（2021年8月27日、アニプレックス） - 主演・ユイ 役[186]
- かがみの孤城（2022年12月23日、松竹） - オオカミさま 役[187]
- 果てしなきスカーレット（2025年11月21日公開予定、ソニー・ピクチャーズ エンタテインメント） - 主演・スカーレット 役[188]

### テレビ番組

#### バラエティ
- 天才!志村どうぶつ園（2010年 - 2014年、日本テレビ） - コーナー「芦田愛菜のどうぶつ社会科見学」など不定期出演
- メレンゲの気持ち（2011年10月1日 - 2012年3月31日、日本テレビ） - 司会[注 1][189][190]
- ちょこっとイイコト 〜岡村ほんこん♥しあわせプロジェクト〜（2011年 - 2012年3月16日、テレビ東京） - 不定期出演
- サンドウィッチマン&芦田愛菜の博士ちゃん（2019年10月 - 、テレビ朝日） - 司会[注 2][191]

特番
- 愛菜ちゃん・福くんが総合司会!泣いて笑って2時間マルマル!元気モリモリSP（2011年7月3日、フジテレビ） - 総合司会[注 3]
- サタデーバリューフィーバー 「THEレンタル芸能人」（2011年8月13日） - 店長 役
  - 金曜スーパープライム「愛菜&きみまろのTHEレンタル芸能人」（2011年11月18日） - 店長 役
- カスペ!「愛菜ちゃんの年末大感謝祭!すごーい有名人とドキドキ遠足SP!!」（2011年12月27日、フジテレビ）
- 愛菜ちゃん注目!今夜ジャイアントキリング世紀の番狂わせ（2012年7月1日、フジテレビ） - ナビゲーター[注 4]
- 大陸横断アドベンチャー!!巨大危険生物を捕獲せよ!（2014年12月21日、フジテレビ系） - MC[注 3]
  - 日曜ファミリア「大陸横断アドベンチャー巨大危険生物を捕獲せよ!」（2016年1月31日、フジテレビ系） - 同上
  - 土曜プレミアム「世界謎解きアドベンチャー!未知なる巨大生物を捕獲せよ!」（2016年6月4日、フジテレビ系） - 同上
- くりぃむしちゅーの掘れば掘るほどスゴイ人（2017年9月4日、日本テレビ） - アシスタント
- ネクストブレイク 「突然ですが、帰国しませんか？」（2017年11月5日（4日深夜）・12日（11日深夜）、日本テレビ系） - MC[注 5]
- 世界のスーパーすっごい人にお願い! ちょっとだけでも何とかなりませんか？（2018年1月2日、フジテレビ） - MC[注 6]
- サンバリュ「日の丸プレゼンター」（2018年5月20日、フジテレビ） - MC
- 芦田愛菜&華丸大吉の振り幅大賞（2018年6月30日、MBS） - MC[注 7]
- 24時間テレビ 「愛は地球を救う」（日本テレビ）
  - 24時間テレビ 愛は地球を救う41（2018年8月26日） - 芦田愛菜が生き方を学びたい!日本のスーパーおじいちゃん＆おばあちゃん
  - 24時間テレビ 愛は地球を救う42（2019年8月25日） - 「人と人チャレンジ」コーナー進行[192]
  - 24時間テレビ 愛は地球を救う46（2023年8月26日・27日） - チャリティーパーソナリティー[193]
- サンドウィッチマン&芦田愛菜のぶっつけ教室 博士ちゃん （2019年2月2日・6月1日、テレビ朝日） - MC[注 2]
- 実験バラエティー 規制解除!アンロック（2019年5月6日、NHK総合） - MC[注 8]
- 芦田愛菜・山里亮太の“世紀の財宝”大発見!（2020年8月19日、NHK総合） - MC[注 9]
- 日曜ビッグバラエティ「教科書で一番笑わせられる人決定戦 楽しく学べる! 最強教科書クイズ」（2021年2月28日、テレビ東京系） - MC[注 10]
- 〜芦田愛菜のメタモルフォーゼ〜（2022年6月19日、日本テレビ系）
- 博士ちゃんVS池上彰 サンド愛菜と日本の今を考える3時間半SP（2023年2月25日、テレビ朝日）

#### ドキュメンタリー・教養番組など
- 気づきの扉（2017年4月7日 - 2021年9月24日、テレビ朝日） - ナレーション[194][195]
- メディアタイムズ（2017年10月12日 - 2019年3月7日（2021年度までリピート放送）、NHK Eテレ） - 後藤リカ 役[196][197]

特番
- レディ物語 母を亡くしたチンパンジーと飼育員との1600日（2011年8月27日、札幌テレビ）[注 11]
- 子ども安全リアル・ストーリー（NHK Eテレ） - ナビゲーター
  - 第1回 - 第3回（2015年8月4日 - 6日）[198]
  - 第4回 - 第6回（2016年8月1日 - 3日）
  - 第7回・第8回（2017年3月30日・31日）[199][200]
  - 第9回・第10回（2017年8月9日・10日）
- ミャンマー なつかしの鉄道旅〜発見!大活躍の日本車両〜（2017年4月5日、NHK BSプレミアム）- ナレーション[201]
- 日曜ビッグバラエティ「激撮!救命救急リアル現場 24時間…命を守る医師たち」（2017年11月12日・2018年2月4日・7月15日、テレビ東京） - ナレーション
- クレイジーズ 世界を変える物語「ココ・シャネル」（2018年4月30日、NHK総合） - 司会[注 12]
- 最後の講義「物理学者 村山斉」（2020年3月19日、NHK総合） ⁻　ナレーション
- 第73回NHK紅白歌合戦（2022年12月31日、NHK総合・ラジオ第1） - ゲスト審査員[202]

#### NHK紅白歌合戦出場歴
| 年度   | 放送回 | 回 | 曲目                    | 備考 |
| ------ | ------ | -- | ----------------------- | --- |
| 2011年 | 第62回 | 初 | マル・マル・モリ・モリ! | 「あしたを歌おう。 〜こどもスペシャル〜」コーナー 鈴木福とともに出演。 対戦相手はいないが正式な出場歌手扱い。 |

### インターネットテレビ
- あしだまなが行く!わらしべ長者の道（2012年5月1日 - 7月16日、BeeTV）[203][204][205]

### ラジオドラマ
- FMシアター「エンディング・カット〜私たちが選んだ最後の家族の時間〜」（2019年2月2日、NHK-FM） - 主演・迫田結 役[206]※令和元年（2019年）度文化庁芸術祭ラジオ部門大賞受賞[207]。2022年にテレビドラマ化[109]。

### 舞台
- 世界一受けたい授業 THE LIVE 恐竜に会える夏!（2018年7月21日 - 8月19日、横浜アリーナ、大阪城ホール、日本ガイシホール、さいたまスーパーアリーナ、マリンメッセ福岡）[208]
  - 世界一受けたい授業 THE LIVE 2019 もう一度恐竜に会える夏!（2019年8月3,4日、8月11,12日、さいたまスーパーアリーナ、大阪城ホール）[209]

### ゲーム
- 二ノ国 白き聖灰の女王（2011年11月17日、レベルファイブ） - 謎の少女 役[210]

### CM・広告
- 行政広報
  - 政府広報（2014年10月）
  - 令和2年（2020年）国勢調査ナビゲーター[211]

#### 放映中のCM
- ECC
  - ECCジュニア
    - 「ミライへの手紙」篇（2020年8月17日 - ）[212]
    - 「今もこれからも」篇（2021年1月5日 - ）[213]
    - 「届け想い」篇（2021年8月17日 - ）[214]
    - 「愛菜さんの生徒体験」篇（2022年1月5日 - ）[215]

  - ECCシニア
    - 「おばあちゃんが変わった」篇（2021年1月5日 - ）[216]
    - 「ご近所から豊かに」篇（2022年1月5日 - ）[217]
- KONAMI「遊戯王ラッシュデュエル」
  - 「ダイニングデュエル篇」・「学食デュエル篇」（2021年3月12日 - ）[218]
  - 「7色の芦田篇」（2021年8月21日 - ）[219]
- サトウ食品
  - サトウの切り餅 ながモチフィルム
    - 「ササササ」篇（2020年8月 - ）[220]
    - 「芦田愛菜 モチモチながモチ」篇（2022年4月 - ）[221]
- サントリーフーズ
  - 『プライドオブボス』（2018年2月） - 宇宙人アシダ 役[222]
  - 伊右衛門
    - 「キレイな色」篇（2020年4月13日 - ）[223]
    - 「緑の愉しみ方」篇（2020年8月15日 - ）・「はがして運試し」篇（2020年9月1日 - )[224]
    - 「伊右衛門 ひとめ惚れ」篇（2021年3月2日 - ）
    - 「雪の朝」篇（2021年10月25日 - ）[225]

  - 「SDGs Week」にちなんだスペシャルTV-CM
    - 「#素晴らしい過去になろう　飲み終わった後・芦田愛菜」篇（2021年9月17日 - ）[226]

  - サントリー天然水「未来のためにできるかな？」篇（2023年4月17日 - ）※CMソング『できるかなテーマ』の歌唱も担当。布袋寅泰と共演[227]
- シオノギヘルスケア リンデロンVs
  - 「皮膚トラブル」篇・「正しい使い方」篇（2021年4月 - ）[228][229]
  - 「手しっしん」篇（2021年10月10日 - ）[230]
  - 「リンデロンVsプレミアム新登場」篇（2024年10月26日 - ）[231]
- 小学館
  - 『小学一年生』（2011年 - 2012年）
  - 『小学館の図鑑NEO』（2017年・2018年）[232][233]
- スズキ 「スペーシア」
  - 「ザ・かぞく 出発」篇（2020年8月21日 - ）[234]
  - 「ザ・かぞく 動物園」篇（2020年10月1日 - ）[235]
- 日本郵便
  - 「手紙の部屋 母の日」篇（2021年4月22日 - ）[236]
  - 「手紙の部屋 誕生日篇 友達」・「手紙の部屋 誕生日篇 父」（2021年7月15日 - ）[237]
  - 「手紙の部屋 年賀状」篇（2021年11月1日 - ）[238]
- 山崎製パン
  - 『中華まん』（2017年・2018年）
  - ルヴァンバターロール 「おいしさの決め手」篇（2020年1月 - ）
- ライオン
  - 『hadakara』（2017年・2018年）
- リクルートジョブズ
  - 『タウンワーク』（2021年3月 - ）
    - 「リビング」篇（2021年3月6日 - ）[239]
    - 「地下鉄」篇（未定）
- ソフトバンク
  - 『Y!mobile』（2018年 - ）[240]
    - 「時をかける少女」篇（2018年8月2日- ）[241]
    - 「と思いきやダンス」篇（2018年12月7日 - ）[242]
    - 「Y!BAND結成」篇（2019年2月1日 - ）[243]
    - 「リビング」篇（2019年6月1日 - ）[244]
    - 「親子 de ダンス」篇（2019年11月29日 - ）[245]
    - 「かんたんスマホください」篇（2020年8月6日 - ）[246]
    - 「親子 de いいのだ！」篇（2020年11月27日 - ）[247]
    - 「忘れ物を届けるのだ」篇（2021年1月25日 - ）[248]
    - 「イヤミ登場」篇（2021年2月13日 - ）[249]
    - 「1000円イカ」篇（2021年8月7日 - ）[250]
    - 「大作戦」篇（2024年7月5日 - ）[251]
- サンヨーホームズ（旧:三洋ホームズ ）（2011年 - 2012年・2014年・2018年）
  - 「CEO」篇（2021年6月29日 - ）[252]
- スカパーJSATホールディングス（2021年 - ）
  - 「スカパージェイサッ子登場」編（2021年10月25日 - ）[253]
- Uber Eats JAPAN
  - 「読書」篇・「帽子」篇・「時間内配達」篇（2022年4月26日 - ）安達祐実と共演[254]
- 日立グローバルライフソリューションズ（2022年 - ）
  - 「『そこで日立！』大容量冷蔵庫篇」・「『そこで日立！』冷蔵庫カメラ篇」（2022年6月6日 - ）[255]
  - 「『そこで日立！』ナイアガラ洗浄篇」（2022年7月11日 - ）[256]
- 味の素
  - 「丸鶏がらスープ 丸うた篇」（2022年9月25日 - ）[257]
- SBI損害保険
  - 「頼りになる篇」（2023年1月20日 - ）[258]
- オフテクス
  - 「クリアデュー」（2022年-）
- 日本赤十字社 献血推進プロジェクト「つなげ、その『ち』から。」
  - 「道はつづく」篇・「はじまりのパス」篇・「サステナブル」篇（2023年9月6日 - ）[259]
- SBI証券
  - 「FROM ZERO 宣言」篇（2024年10月22日 - ）[260]
- JX金属
  - 「JXキュン属」篇（2024年12月23日 - ）[261]
- エース「ACE BAGS&LUGGAGE」
  - 「希望を詰め込んで。」篇 （2025年3月12日 - ）[262]
- 鈴与
  - 「物流で、未来を解く。」篇（2025年6月3日 - ）[263]

#### 放映が終了したCM
- 天藤製薬
  - 「ボラギノール」（2008年10月）
- やずや
  - 「やずやの発芽十六雑穀」（2009年1月）
- ダスキン
  - 「浄水器」（2009年6月）
- 大阪ガス（2009年7月）
- 東京ガス
  - 「おうち時間を、もっと明るく。東京ガス」（2020年8月24日～8月30日掲出 ）[264]
- イトーヨーカ堂（2010年 - 2015年）[265][266]
- ハナマルキ
  - 「おかあさんの無添加みそ」（2010年9月）
- レベルファイブ
  - 『二ノ国 漆黒の魔導士』（2010年11月・12月）
  - 『二ノ国 白き聖灰の女王』（2011年11月）
  - 『妖怪ウォッチバスターズ 赤猫団/白犬隊』（2015年7月）
- INAX（現 : LIXIL）（2011年1月5日限定）
- 神戸屋
  - 「もちふわ食パン」（2011年・2012年）
- aiko
  - ベストアルバム『まとめI』『まとめII』（2011年2月）
  - シングルコレクション『aikoの詩。』（2019年6月）[267]
- タカラトミー
  - 「リカちゃん」（2011年3月 - 10月）[268][269]
- 花王
  - 「アタックNeo」（2011年5月）
- カゴメ
  - 「野菜生活100」（2011年6月）[270]
  - 「甘熟トマト鍋」（2011年10月）
- セブンネットショッピング（2011年8月）
- 日清食品
  - 「チキンラーメン」（2011年 - 2013年）[271][272][273]
- キヤノン
  - 「PIXUS」（2011年 - 2012年）[274]
  - 「iVIS」（2012年2月）[275]
- セブン&アイ・ホールディングス（2011年・2012年）[276][277]
- アデランス（2011年10月）[278][279]
- サーモス
  - 「シャトルシェフ」（2011年11月）[280]
- ブルボン
  - 企業CM（2011年11月）[281][282]
  - 「焦がしせん」（2012年 - 2013年）
- そごう・西武（2011年12月）[283]
- たかの友梨ビューティクリニック（2012年1月）[284][285][286]
- セブン銀行（2012年5月）
- 富士重工業（現：SUBARU）
  - 「SUBARU」（2013年1月）
- ヒガシマル醤油
  - 「うどんスープ」（2014年6月）
- 湖池屋
  - 「カラムーチョ」（2014年10月）
- 早稲田アカデミー（2017年7月）[287][288]
  - グラフィック広告「本気は無敵。」（2018年11月5日 - 29日掲出）[289]
  - グラフィック広告「春を翔べ」（2019年2月25日 - 3月3日掲出）[290]
  - グラフィック広告「ガンバレ、ワタシ」（2019年11月4日 - 10日掲出）[291]
- ケイ・オプティコム
  - 「eo光」（2017年9月）
- ポケモン
  - 「ポッ拳 POKKÉN TOURNAMENT DX」（2017年9月）[292][293]
- 江崎グリコ
  - 「パナップ」（2018年5月）
- 任天堂
  - 『進め! キノピオ隊長』（2018年6月）
- 味の素
  - 「鍋キューブ」（2018年9月）[294]
- NEXCO西日本
  - 「中国自動車道リニューアルプロジェクト」（2020年3月 - ）

## 書籍

### 雑誌
- 小学一年生（2011年4月号 - 2013年3月号、小学館） - 表紙モデル

### 単行本
- まなの本棚（2019年7月17日、小学館、ISBN 978-4-09-388700-7）[295]

## ディスコグラフィ

### シングル
|            | 発売日                                              | タイトル                            | 販売生産番号 | 販売生産番号 | 最高位 | 備考 |
| 初回限定盤 | 発売日                                              | タイトル                            | 通常盤       |              | 最高位 | 備考 |
| ---------- | --------------------------------------------------- | ----------------------------------- | ------------ | ------------ | ------ | --- |
|            | 2011年5月25日（通常盤） 2011年7月13日（初回限定盤） | マル・マル・モリ・モリ!             | UMCA-59001   | UMCA-50005   | 2位    | 「薫と友樹、たまにムック。」名義（芦田愛菜・鈴木福・ムック（犬）） ドラマ『マルモのおきて』主題歌                 |
| 1st        | 2011年10月26日                                      | ステキな日曜日〜Gyu Gyu グッデイ!〜 | UMCA-59002   | UMCA-50008   | 4位    | コント番組『志村軒』2011年10月度エンディングテーマ                                                                |
| 2nd        | 2012年5月16日                                       | ずっとずっとトモダチ                | UMCA-59004   | UMCA-50015   | 17位   | アニメ『ジュエルペット きら☆デコッ!』エンディング曲 アニメ映画『ジュエルペット スウィーツダンスプリンセス』主題歌 |
| 3rd        | 2012年8月1日                                        | 雨に願いを                          | UMCA-59008   | UMCA-50022   | 16位   | ドラマ『ビューティフルレイン』主題歌                                                                              |
| 4th        | 2014年8月6日                                        | ふぁいと!!/ゆうき                   | UPCH-89179   | UPCH-80377   | 30位   | 「イトーヨーカ堂」CMソング                                                                                        |
|            | 2014年9月24日                                       | マル・マル・モリ・モリ! 2014        | UPCH-89183   | UPCH-80384   | 50位   | 「薫と友樹、たまにムック。」名義 ドラマ『マルモのおきてスペシャル2014』主題歌                                     |

### アルバム
|            | 発売日         | タイトル     | 販売生産番号 | 販売生産番号 | 最高位 |
| 初回限定盤 | 発売日         | タイトル     | 通常盤       |              | 最高位 |
| ---------- | -------------- | ------------ | ------------ | ------------ | ------ |
| 1st        | 2011年11月23日 | Happy Smile! | UMCA-19001   | UMCA-10001   | 8位    |

### その他の楽曲
- 夢の魔法 - 「映画ジュエルペット スウィーツダンスプリンセス」サウンドトラック（2012年8月8日、ユニバーサルミュージック）に収録

## コンサート
| 開催日         | タイトル                                                    | 場所                    |
| -------------- | ----------------------------------------------------------- | ----------------------- |
| 2012年12月27日 | 芦田愛菜 ファースト コンサート 〜ウィンターワンダーランド〜 | きゅりあん 8階 大ホール |